# Perquè no ens fotin el tren
Perquè no ens fotin el tren és un col·lectiu ciutadà que treballa i es mobilitza per aconseguir millores i evitar retrocessos en el servei de tren de la línia R3 de Rodalies de Catalunya (Hospitalet de Llobregat - La Tor de Querol). El col·lectiu va néixer el gener de l'any 2013, com a resultat de les protestes pel tancament de l'estació de tren de Torelló. Entre les fites aconseguides, destaquen evitar el tancament de l'estació de Torelló (2013) (que a maig de 2019 encara roman oberta i amb personal de Renfe), la inclusió de diverses estacions del nord d'Osona i el Ripollès al sistema tarifari integrat de Rodalies (2014) o l'ampliació dels horaris de la R3 en els trams nord de la línia (2018). Actualment (2019), treballa per la racionalització dels horaris i la millora de l'accessibilitat als trens i les estacions, qüestions per les quals fa anys que lluita.

## Història
A finals de 2012, Adif anuncià que tenia intenció d'automatitzar el servei de venda de bitllets de l'estació de Torelló. L'Ajuntament de Torelló i la Generalitat estaven en contra d'aquesta decisió, que consideraven que empitjoraria el servei, però alhora remarcaven, segons paraules del conseller de Territori i Sostenibilitat, Lluís Recoder i Miralles, que no tenien competències per solucionar els problemes de l'estació. Aviat es van convocar concentracions, on usuaris i partits polítics van tallar les vies en senyal de protesta. Aquestes accions van aconseguir que Adif posposés l'automatització de l'estació i millorés la proposta inicial. Va ser en aquest context que els usuaris van crear el col·lectiu Perquè no ens fotin el tren. A partir d'aquell moment, la plataforma esdevingué l'organitzadora de les protestes contra l'automatització de l'estació.